# Brzydka prawda
Brzydka prawda (ang. The Ugly Truth) – amerykańska komedia z 2009 roku.

## Obsada
- Katherine Heigl – Abby Richter
- Gerard Butler – Mike Chadway
- Bree Turner – Joy
- John Michael Higgins – Larry
- John Sloman – Bob
- Steve Little – Steve
- Bonnie Somerville – Elizabeth
- Cheryl Hines – Georgia

## Nagrody i nominacje
Nagroda Satelita 2009
- Najlepsza aktorka w komedii/musicalu – Katherine Heigl (nominacja)